# Long Way 2 Go
Long Way 2 Go é o segundo single da cantora americana de R&B Cassie, para seu primeiro álbum de estúdio, Cassie (2006).

## Videoclipe
O videoclipe da música Long Way 2 Go foi filmado em Los Angeles, em meados de agosto de 2006. O clipe começa com a Cassie usando seu laptop e aceitando e recusando pedido de amigos em um site de relacionamentos. No começo do refrão, ela começa a se arrumar para sair com suas amigas. Depois que ela sai de casa, Cassie anda pela calçada e entra em um clube, onde fica dançando.

## Desempenho nas paradas
| Tops (2006 - 2007)                                            | Melhor Posição |
| ------------------------------------------------------------- | -------------- |
| Estados Unidos - Billboard Hot 100                            | 97             |
| Estados Unidos - Billboard Pop 100                            | 86             |
| Estados Unidos - Billboard Bubbling Under R&B/Hip-Hop Singles | 15             |
| Estados Unidos - Billboard Rhythmic Top 40                    | 29             |
| Austrália                                                     | 23             |
| França - R&B Top 15                                           | 3              |
| França - Singles Chart                                        | 21             |
| Reino Unido                                                   | 12             |
| Lituânia - Airplay Chart                                      | 61             |
| Lituânia - LCC Hot R&B/Hip-Hop Songs                          | 43             |
| Alemanha                                                      | 43             |
| Irlanda                                                       | 18             |
| Nova Zelândia                                                 | 17             |
| Polónia                                                       | 28             |
| Portugal                                                      | 36             |
| Singapura                                                     | 8              |
| Suécia                                                        | 28             |